# Afro-Pfingsten
Das Afro-Pfingsten Festival findet seit 1990 jährlich am Pfingstwochenende in Winterthur im Kanton Zürich statt. Gegründet von Daniel Bühler, Tom Keller und Michael Röttker haben sich die Afro-Pfingsten zum grössten Schweizer Festival entwickelt, das sich mit afrikanischen und afroamerikanischen Kulturen befasst. Die Afro-Pfingsten verwandeln die ganze Stadt Winterthur während der Pfingsttage in eine interkulturelle Begegnungszone und zelebrieren mit vielseitigem Programm die Vielfalt der Afro-Kulturen. 
Angefangen hat es mit einigen Kursen und dem Konzert einer senegalesischen Band vor einer Handvoll Zuschauer. In den letzten Jahren zählte Afro-Pfingsten jährlich 50'000–70'000 Besucher. Das Programm umfasst Konzerte, Märkte, Workshops und viele weitere Rahmenaktivitäten.

## Konzerte

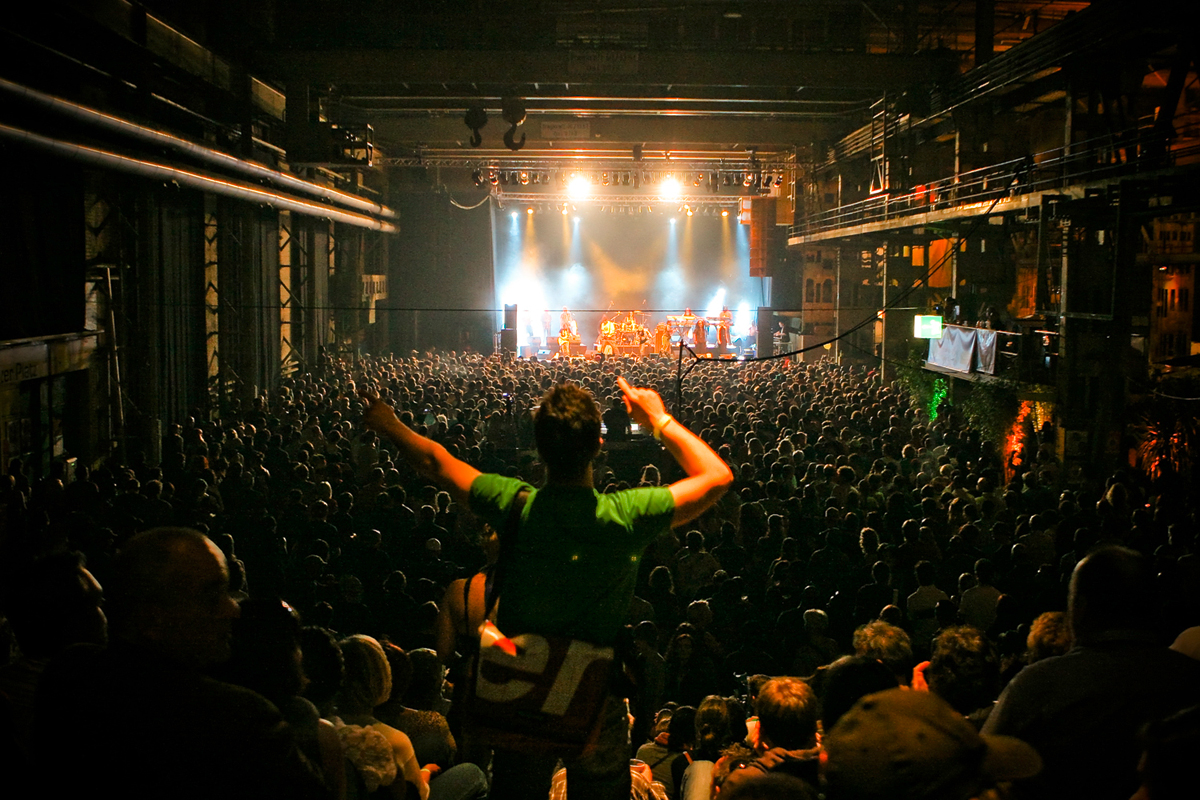
Blick in die Halle 53

Einer der zentralen Programmpunkte ist Musik aus Afrika, Lateinamerika und der Karibik. Mehrere Grosskonzerte fanden in der historischen Halle 53 auf dem Sulzer-Areal statt, 2017 gingen die Konzerte im Kulturzentrum Alte Kaserne über die Bühne, und seit 2018 wird die Grosse Reithalle in Winterthur bespielt. Konzerte in verschiedenen kleineren Lokalen, Strassenkünstler und Gratis-Konzerte auf zwei Openair-Bühnen in der Winterthurer Altstadt ergänzen das Programm.
Unter den Künstlern, die am Afro-Pfingsten Festival auftraten, sind viele bekannte Namen, so etwa Miriam Makeba, Zap Mama, Youssou N’Dour, Buena Vista Social Club oder Johnny Clegg. Bei der Jubiläumsausgabe 2009 traten unter anderem Ky-Mani Marley aus Jamaika, die Orishas aus Kuba sowie Mamady Keita und Sewa Kan aus Guinea auf der Hauptbühne auf.
Line-Up Afro-Pfingsten Festival 2009–2024
| Jahr | Datum               | Künstler |
| ---- | ------------------- | --- |
| 2024 | 15. – 22. Mai       | KT Gorique, Kandy Guira, Vadou Game, Cali P, Aïta Mon Amour, Habyba, Jah Mason, Starrlight, Jamal, Lady Ponce, Naïma, Da Cruz |
| 2023 | 24. – 29. Mai       | Alogte Oho & His Sounds Of Joy, Seun Kuti & Egypt 80, Akabu Queens, Nativ, Ami Yerewolo, Msoke, Elida Almeida, Bongeziwe Mabandla, Fokn Bois, Kiddus I, Djely Tapa |
| 2022 | 1. – 5. Juni        | Richard Bona, Nkulee Dube, Anthony B, Sona Jobarteh, Nongoma ft. MBC, La Nefera, Las Karamba, Bazurto All Stars, Samora, Valerie Eukome, Siti & The Band |
| 2020 | 27. Mai – 1. Juni   | Das Festival konnte aufgrund der COVID-19-Pandemie nicht durchgeführt werden. Im Line-Up wären folgende Bands vertreten gewesen: Mellow Mood, LMK, Turbulence, Jah Mason, Gyptian, Yuri da Cunha, Fally Ipupa, Angela Carruzzo, Snow Flakes, Murphy, Siti & The Band, Sona Jobarteh, Djely Tapa, Santrofi, Tiken Jah Fakoly, Valérie Ekoumè, Habib Koité, Tamikrest |
| 2019 | 4. – 10. Juni       | Mory Kanté, Marcia Griffiths, Bassekou Kouyaté, Misty in Roots, Lutan Fyah, Dizzy Mandjeku & Alé Kuma with De Palenque a Matongé, Tambours de Brazza, Garifuna Collective, Conexión Cubana feat. Pedrito Calvo and Mayito Rivera, Wesli, El Gringo de la Bachata, Kanazoe Orkestra, Tal National, Benin International Musical, Marema, Wiyaala, Betsayda            |
| 2018 | 15. – 21. Mai       | Amine & Hamza, Oum, New Kingston, Twinkle Brothers, Pascuala Ilabaca y Fauna, Los Wemblers, La Mambanegra, Alsarah & The Nubatones, Thaïs Diarra, Ba Cissoko, Xsahara Nights (Bombino & Vieux Farka Touré), Femi Kuti & The Positive Force, Café au Lait, Farafina, Elemotho, Touré Kunda                                                                           |
| 2017 | 29. Mai – 5. Juni   | Nomfusi, Mokoomba, Warrior King & the Rootz Warriors, Macka B & Roots Ragga Band, Big Youth feat. Jah’Mila & Naya Rockers, Forró Miór, African Salsa Orchestra, Septeto Naborí, Ayekoo Drummers, Soadaj, Takeifa, Orchestre Poly-Rythmo de Cotonou, BKO Quintett |
| 2015 | 19. Mai – 24. Mai   | Keziah Jones, Julian Marley & The Uprising, Ky-Mani Marley, Dele Sosimi, Jo Mersa Marley, Sally Nyolo |
| 2014 | 3. Juni – 8. Juni   | Kool & The Gang, Shaggy, Patrice, Morcheeba, Magic System, Earth, Wind & Fire Experience ft. Al McKay, Mory Kanté, Dub Inc, Busy Signal, Open Season, Steff la Cheffe, Fatoumata Diawara, Rachid Taha, The Garifuna Collective, Lindigo |
| 2013 | 13. Mai – 20. Mai   | Alpha Blondy, Groundation, Rocky Dawuni, Meta & The Cornerstones, Junior Tshaka, Macaco, Gnawa Diffusion, Rokia Traoré, Iyeoka, William White, Tamikrest, Bassekou Kouyaté, Acoustic Africa, Amadou & Mariam, Salif Keita, Mokoomba, Seun Kuti, Kara Sylla Ka |
| 2012 | 25. Mai – 28. Mai   | Jimmy Cliff, Stephen Marley, Tiken Jah Fakoly, Phenomden, Rootz Underground, Ruzzo und Roldan, Henry Santos, Fuego, AfroCubism feat. Eliades Ochoa, Picason, Angélique Kidjo, Hugh Masekela, Touré Kunda, Omar Pene, Nubya, Sara Tavares, Cheikh Lô, Daby Touré |
| 2011 | 10. Juni – 13. Juni | Alpha Blondy, Inner Circle, Julian Marley, Elijah & Dodo & Knackeboul, Culture feat. Kenyatta Hill, Khaled, Sergent Garcia, Papa Wemba, The Faranas, Thione Seck, Vieux Farka Touré, Hossam Ramzy, Café Au Lait, Joy Denalane, Nneka, Diana King, Maciré Sylla, Oumou Sangaré                                                                                       |
| 2010 | 21. Mai – 23. Mai   | Takana Zion, The Skatalites, Max Romeo, Sly & Robbie feat. Bitty McLean, Mykal Rose & Andrew Tosh, Chica Torpedo, Papi Sanchez feat. Rodry-Go, ChocQuibTown, Mercado Negro feat. Benicia, Buena Vista Social Club, Bassekou Kouyaté, Lokua Kanza, Blick Bassy, Fatoumata Diawara, Dobet Gnahoré, Freshlyground, Mayra Andrade, Angélique Kidjo                      |
| 2009 | 29. Mai – 31. Mai   | Ky-Mani Marley, Tiken Jah Fakoly, Ijahman Levi, Fum Laloh, Yoro Massa, Junior Tshaka & Awadi, Orishas, Novalima, Madera Limpia, Lariba, Regina Ribeiro, Orquesta Aragón & Afia Mala, Mamady Keïta & Sewa Kan, Kijuballett-King Ukwezi, Doctor King'esi, Seun Kuti & Egypt 80, Salif Keïta, Adjiri Odametey, Baye Magatte, Emashie, Touré Kunda                      |
| 2008 | 9. Mai – 11. Mai    | Famara, Alpha Blondy, Israel Vibration, Wally Warning, Ismaël Lo, Mory Kanté, Solá Akingbolá, Kékélé, Orchestra Baobab, Osibisa |
| 2007 | 24. Mai – 28. Mai   | Ghetto Blaster, Johnny Clegg, Soum Bill, Kajeem, The Congos, Beenie Man, Mercadonegro, Eliades Ochoa, Africando, Atongo Zimba, Doctor King'esi, Maghrebika, Simphiwe Dana, Dobet Gnahore, Omar Pene, Chiwoniso, Andy Palacio, Manu Dibango |
| 2006 | 2. Juni – 6. Juni   | Tiken Jah Fakoly, Werrason, Samir Essahbi, Khaled, Hakim, Kijuballett, Saf Sap, Desert Blues, Cheikh Lô, Lura, Akim El Sikameya, Tinariwen |
| 2005 | 26. Mai – 30. Mai   | Mabulu, Zap Mama, Alif, Femi Kuti, Mahmoud Ahmed, Café au lait, Madioko, Afro Cuban All Stars, Koffi Olomide, Hajamadagascar, King Kora, Chico César ft. Ray Lema |
| 2004 | 27. Mai – 31. Mai   | Anthony B, Daara J, Mariem Hassan, Manecas Costa, Tony Allen, Lucky Dube, GODESSA, Mzekezeke, Dobet Gnahoré, Café au lait, Onejiru, Ti-Coca & Wanga-NèGès, Frédéric Galliano |
| 2003 | 5. Juni – 9. Juni   | Buju Banton, Alpha Blondy, Sapho & l'Orchestre de Nazareth, Cheb Kader, U-Cef, Tabu Ley Rochereau, Sekouba Bambino, Oliver Mtukudzi, Jovens do Hungu, Macase, Coco Mbassi, Addys d'Mercedes, Manou Gallo & le Djiboi, Bongo Maffin, El Hadj N' Diaye, Adama Dramé & le Foliba, Ba Cissoko, Ladysmith Black Mambazo                                                  |
| 2002 | 16. Mai – 20. Mai   | Amadou et Mariam, Gangbé Brass Band, Bembeya Jazz, Tupi Nagô, Cheb Sahraoui, Ismaël Isaac, Àja, Mori Kanté, Takfarinas, Famoudou Konaté, Sam Tshabalala, Abdel Gadir Salim, King Kester Emeneya, Magic System, D'Gary, Habib Koité, King Sunny Ade |
| 2001 | 31. Mai – 4. Juni   | Pierre Akendengue, Hugh Masekela, Sam Mangwana, Fania, Chaba Fadela, Sibongile Khumalo, Awilo Longomba, Meiway, Africando, La voix du seigneur, Les griots du temps, Ambos Mundos, Tiharea, Wally Warning, Osibisa, Meïssa, Mamar Kassey, Saintrick & Les Tchielly, Lagbaja                                                                                         |
| 2000 | 8. Juni – 12. Juni  | The Mahotella Queens, Les Tambours de Brazza, Tiken Jah Fakoly, Nahawa Doumbia, Rokia Traoré, Sally Nyolo, Amina, Eyuphuro, Ifang Bondi, Wendo Kolosoy, Cheb Aïssa, Lobiko, Grovosa, KiJuBallet, Mikidache, Nass Marrakech, Orak Naa Naa, Nder & le Setsima Group, Super Rail Band ft. Kassé Mady, Salif Keita                                                      |
| 1999 | 21. Mai – 24. Mai   | Rachid Taha, Brother Resistance, Angölique Kidjo, Femi Kuti, Anne-Marie Nzié, Busi Mhlongo, Yondo Sister, Coco Malabar, Régis Gizavo & David Mirandon, Nakodjé, Baaba Maal |
| 1998 | 29. Mai – 1. Juni   | Benita Tarupiwa, Farfina Lili, Setona, Rokia Traoré, Henri Dikongué, Habib Koité, Geoffrey Oryema, Lissapo, Stella Chiweshe, Boubacar Traoré |
| 1997 | 16. Mai – 19. Mai   | Dougou Fana, Kalifi, Maciré Sylla & Djémbé Faré, Frères Guissé, Adesa, Makwerhu, Buru, Grand Orchestre National de Gondwana |
| 1996 | 24. Mai             | Miriam Makeba, Anysette & Atcha Makossa |
| 1995 | 1. Juni – 5. Juni   | Oumou Sangare, Papa Wemba, Cheb Mami, Lucky Dube, Les Go de Koteba, The Mahotella Queens, Remmy Ongala, Soul Brothers, Cesaria Evora |
| 1994 | 16. Mai – 23. Mai   | Dougou Fana & Mangala, Stan Tohon & Kanda Bongo Man, Youssou N'Dour |
| 1993 | 24. Mai – 4. Juni   | Shikisha, Les Amazones de Guinée, Obonu Drummers, No Frontiers, So Kalmery, Ifang Bondy, Ali Farka Touré, Argile & African Heat, Gaindé, Christine Lauterburg & Trio 9 |
| 1992 | 2. Juni – 6. Juni   | Black Umfolosi, Abdullah Ibrahim, Farafina, Gaindé, Africa-Suédé, Bayembi-Africa, Baniko, Akapoma |
| 1991 | 17. Mai             | Gaindé |
| 1990 | 2. Juni             | Gaindé |

## Märkte

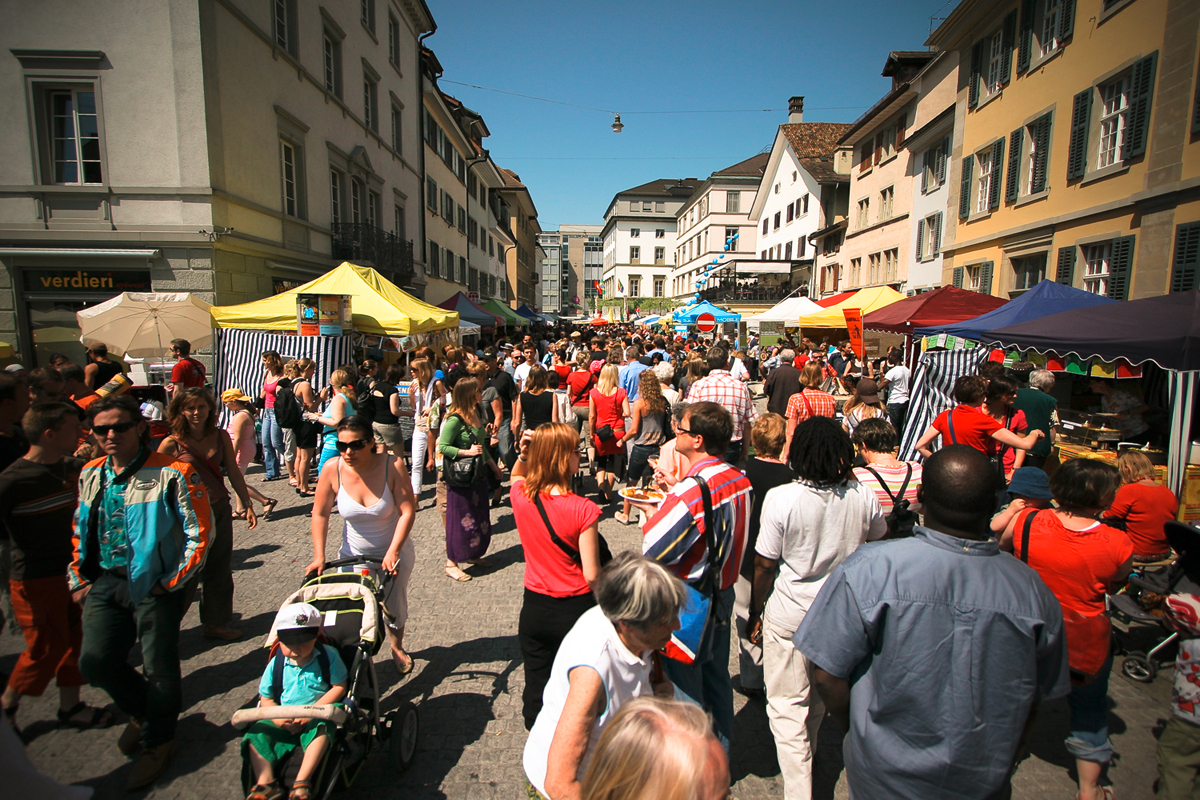
Markttreiben in der Winterthurer Altstadt

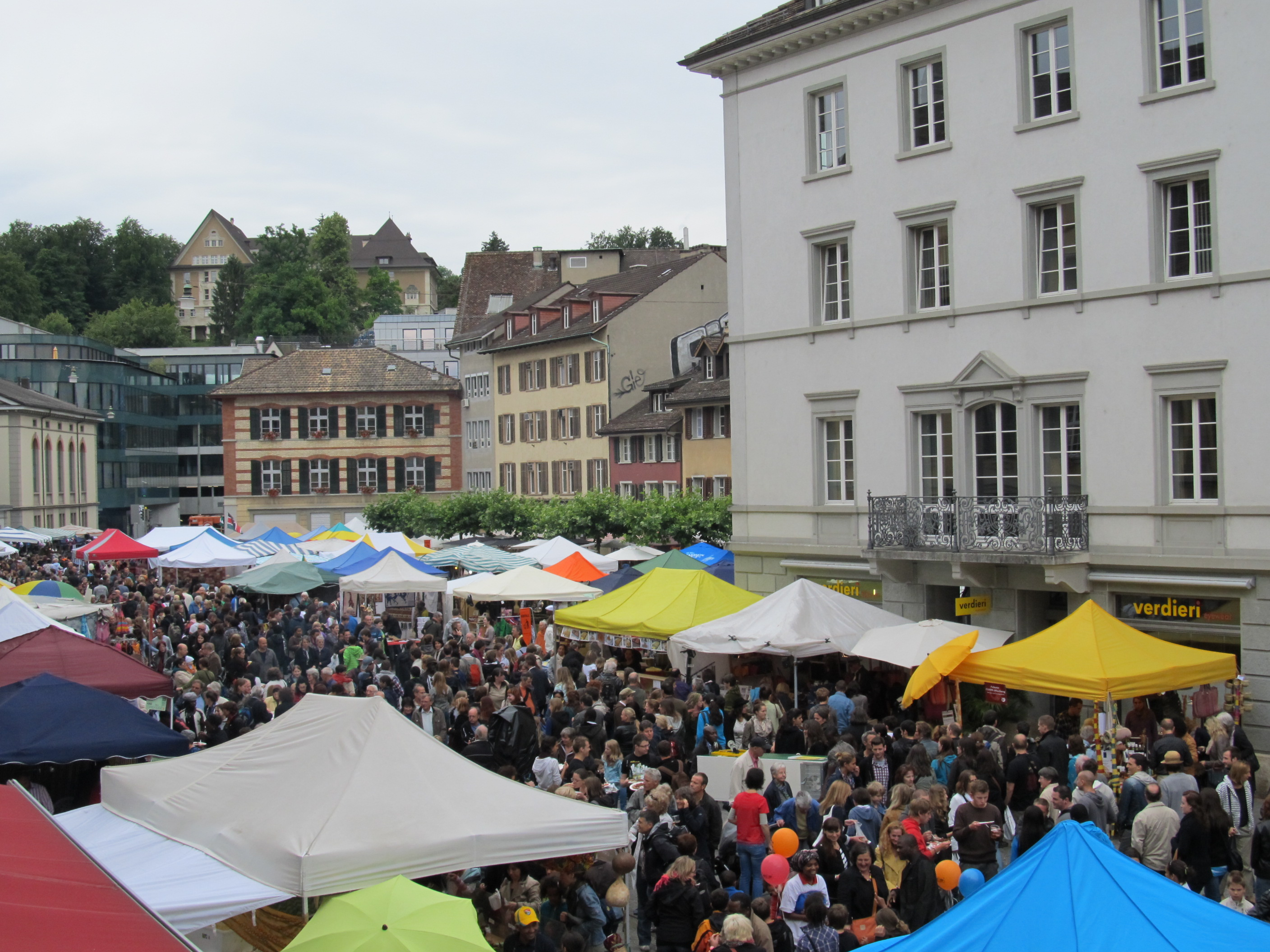
Blick über den Neumarkt

In der Altstadt von Winterthur finden im Rahmen des Afro-Pfingsten Festivals jeweils von Donnerstag bis Samstag verschiedene Märkte mit insgesamt rund 300 Marktständen statt.
Basarsud

Der Basarsud präsentiert ein Angebot, das von hochwertigem Kunsthandwerk bis hin zu kulinarischen Spezialitäten aus Afrika reicht.
Mercado

Am Mercado werden Waren und Speisen aus allen übrigen Kontinenten angeboten.
Fairmarket

Der Fairmarket versteht sich als Messe zum Thema Fairness. Hilfswerke und Fairtrade-Organisationen informieren über ihre Arbeit in Afrika und in der Schweiz.

## Filmfestival
Im Independent-Kino Loge werden während den Afro-Pfingsten Vorpremieren und preisgekrönte Werke des afrikanischen und weltweiten Filmschaffens gezeigt.

## Rahmenprogramm
Neben den drei Schwerpunkten Konzerte, Märkte und Filmfestival, gehören viele weitere Aktivitäten zum traditionellen Programm des Afro-Pfingsten Festivals. Dazu zählen Workshops, Führungen, Theateraufführungen und vieles mehr. Mit Marokko stellte sich 2017 & 2018 erstmals ein Land als Hauptpartner an den Afro-Pfingsten vor.